# Meistratzheim
Meistratzheim ist eine französische Gemeinde mit 1503 Einwohnern (Stand 1. Januar 2021) im Département Bas-Rhin in der Europäischen Gebietskörperschaft Elsass und in der Region Grand Est. Die Gemeinde ist Mitglied der Communauté de communes du Pays de Sainte-Odile.
Bis zur Französischen Revolution war der Ort im Besitz der Familie Landsberg, die ihn vom Bistum Straßburg erworben hatte.

## Geschichte und Bevölkerungsentwicklung
Schon 742 bekommt das Kloster Weißenburg hier Besitz (Trad.Wiz.052). Im Jahr 880 verfügt König Karl III. (der Dicke), dass sein Besitz in „Meistersheim“ nach dem Tod des zwischenzeitlich beschenkten Getreuen an das Kloster Andlau fallen soll (Reg.Imp.I,1604). Von 1871 bis 1918 ist auch Meistratzheim Teil des Deutschen Reichs gewesen.
| Jahr      | 1962 | 1968 | 1975 | 1982 | 1990 | 1999 | 2007 | 2017 |
| Einwohner | 1044 | 1072 | 1066 | 1265 | 1230 | 1302 | 1371 | 1485 |

## Sehenswürdigkeiten
Die katholische Kirche St. Andreas, gebaut von 1911 bis 1919, ist mit 75 Metern die höchste im Unterelsass außerhalb von Straßburg. Die Alte Kirche St. Andreas ist heute Friedhofskapelle.

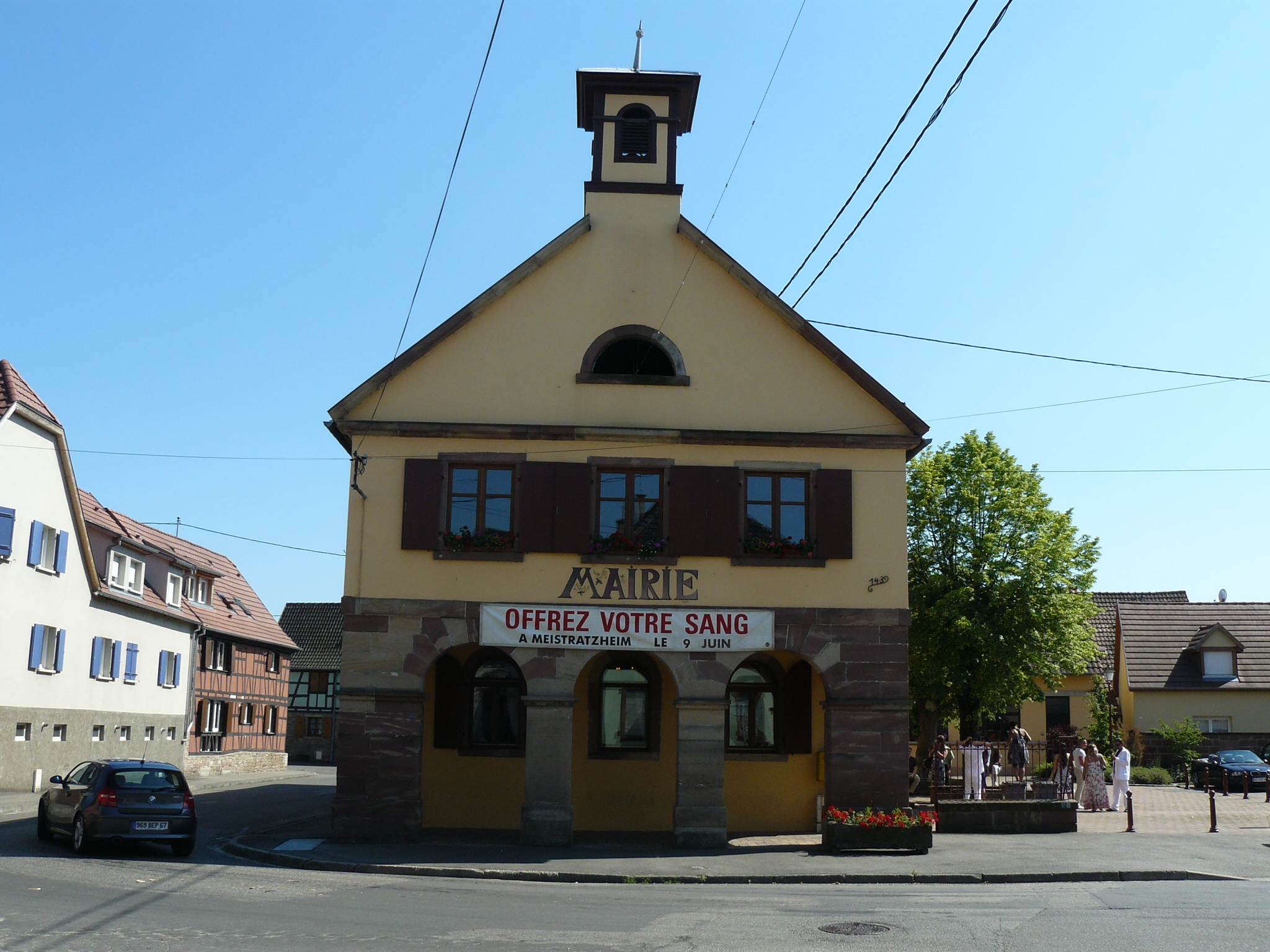
Rathaus Meistratzheim
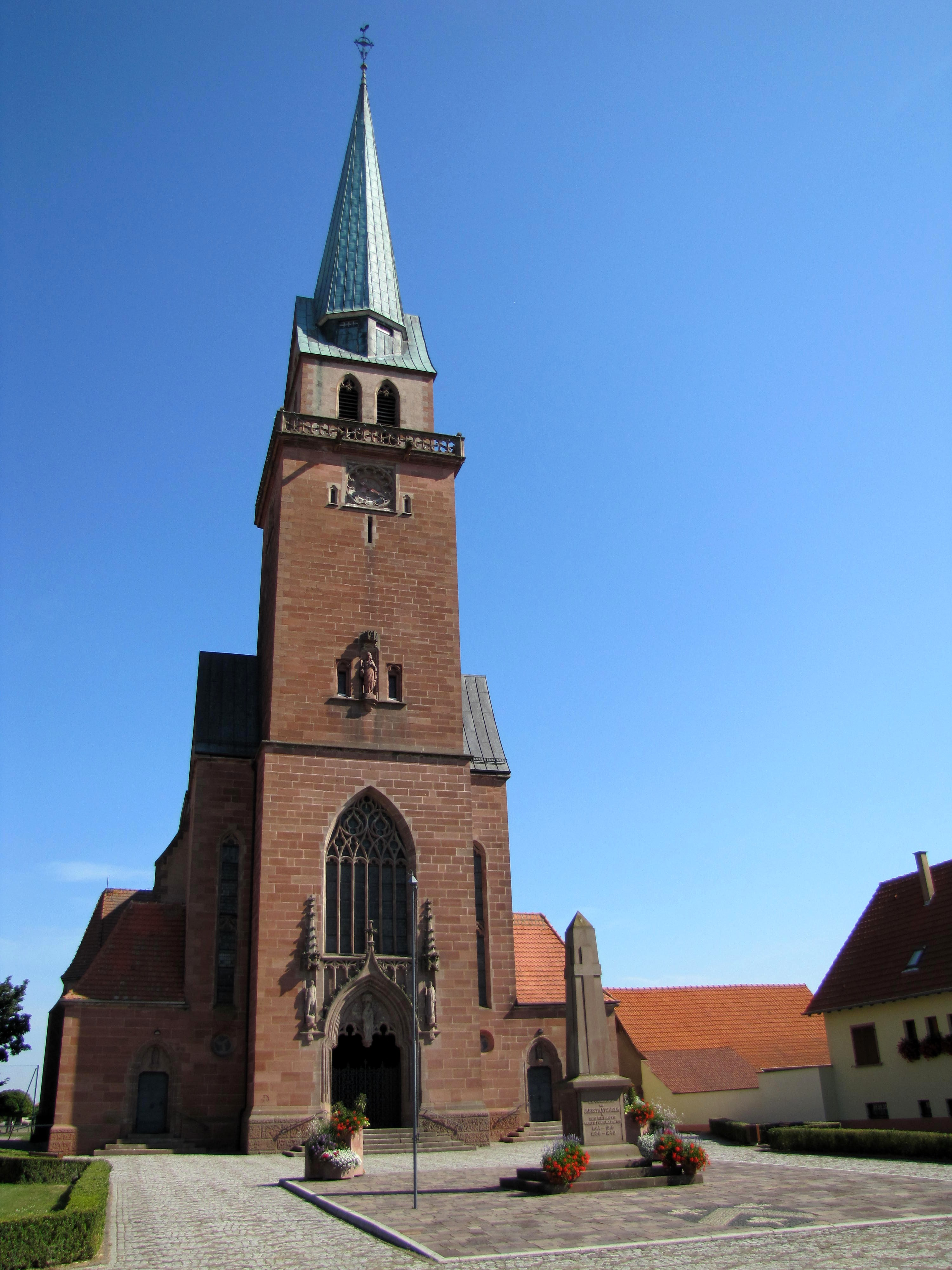
Kirche St. Andreas
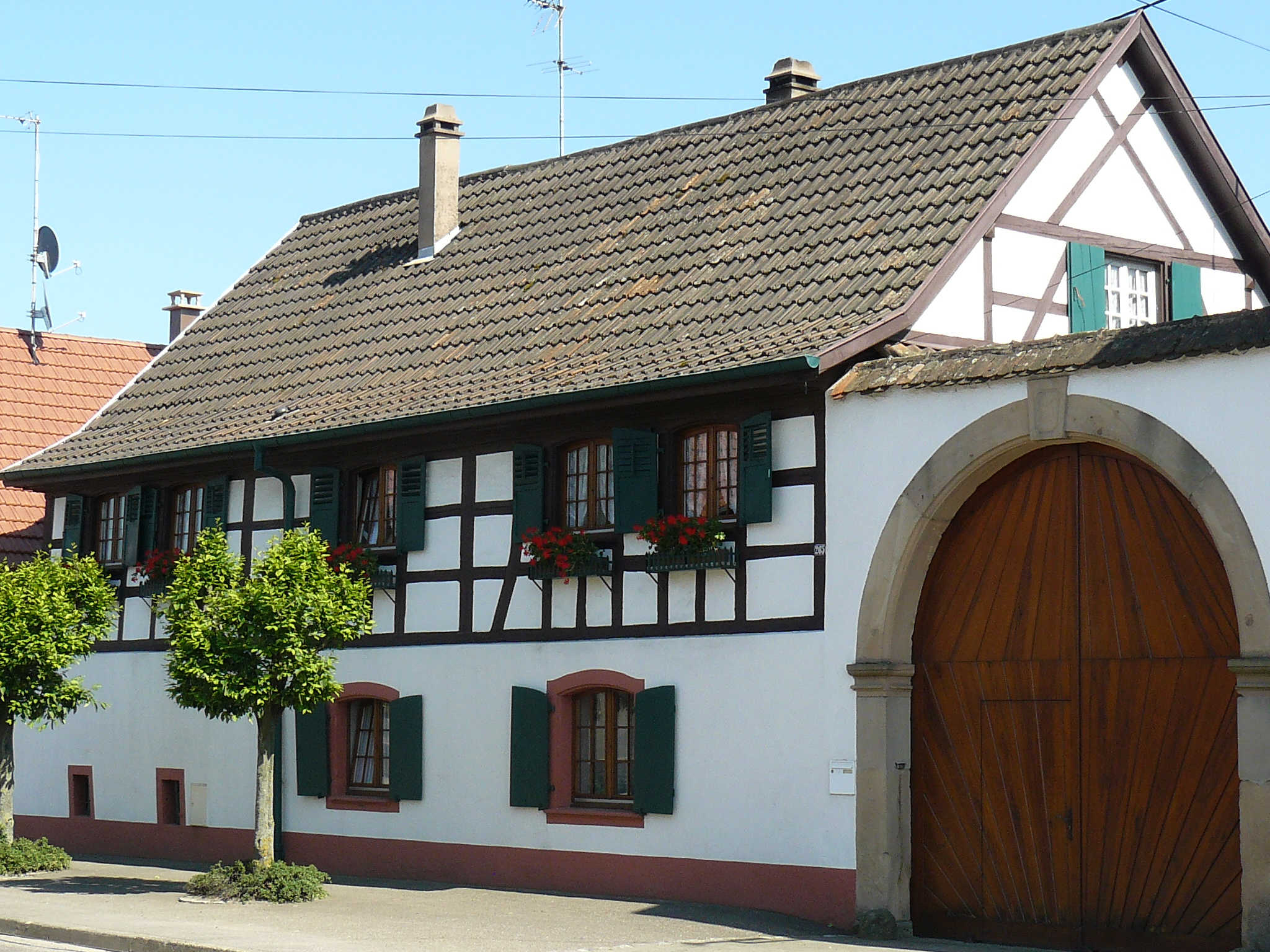
Typisches Fachwerkhaus